# Juliane-Marie de Brunswick
Titre
Reine consort de Danemark et de Norvège
8 juillet 1752 – 14 janvier 1766
(13 ans, 6 mois et 6 jours)
Juliane Marie de Brunswick (en allemand : Juliana Maria von Braunschweig-Wolfenbüttel), née le 14 septembre 1729 à Wolfenbüttel (principauté de Brunswick-Wolfenbüttel) et décédée le 10 octobre 1796 au palais de Fredensborg (royaume de Danemark et de Norvège), est reine consort de Danemark et de Norvège entre 1752 et 1766, seconde femme du roi Frédéric V de Danemark, la mère du régent Frédéric, prince héréditaire de Danemark, et régente elle-même de facto de 1772 à 1784.
Fille de Ferdinand-Albert II de Brunswick-Wolfenbüttel et d'Antoinette de Brunswick-Wolfenbüttel, elle épouse Frédéric V de Danemark en 1752, un an seulement après la mort de la première reine, Louise de Grande-Bretagne. Déjà l'année suivante, Juliane-Marie devient la mère du seul enfant commun du couple royal, le prince Frédéric. Devenue reine douairière à l'âge de 36 ans à la mort de son mari en 1766, elle se retire d'abord de la vie de cour.

## Biographie

### Premières années
La duchesse Juliane-Marie de Brunswick-Wolfenbüttel est née le 4 septembre 1729 dans la ville de Wolfenbüttel, résidence des princes de Brunswick-Wolfenbüttel. Elle est le 11e enfant et la 6e fille du feld-maréchal autrichien, le duc Ferdinand-Albert II de Brunswick-Wolfenbüttel-Bevern et de son épouse Antoinette de Brunswick-Wolfenbüttel. Au moment de sa naissance, sa famille constitue la lignée princière de Brunswick-Wolfenbüttel-Bevern, une branche cadette inférieure de la maison ducale de Brunswick-Wolfenbüttel. Mais après la mort de son cousin et beau-père Louis-Rodolphe en mars 1735, Ferdinand-Albert hérite de la principauté de Brunswick-Wolfenbüttel et renonce à sont titre de feld-maréchal. Cependant, il meurt subitement six mois plus tard.
Parmi ses nombreux frères et sœurs se trouve le duc Charles, futur duc de Brunswick-Wolfenbüttel, le duc Antoine-Ulrich, futur mari de la régente russe Anna Leopoldovna, et la duchesse Élisabeth-Christine, future épouse du roi de Prusse Frédéric le Grand. Comme ses frères et sœurs, Juliane-Marie reçoit l'éducation simple mais très stricte qui est habituelle dans de nombreuses petites cours princières allemandes. Enfant, elle semble avoir bégayé comme plusieurs membres de sa famille.

### Reine consort

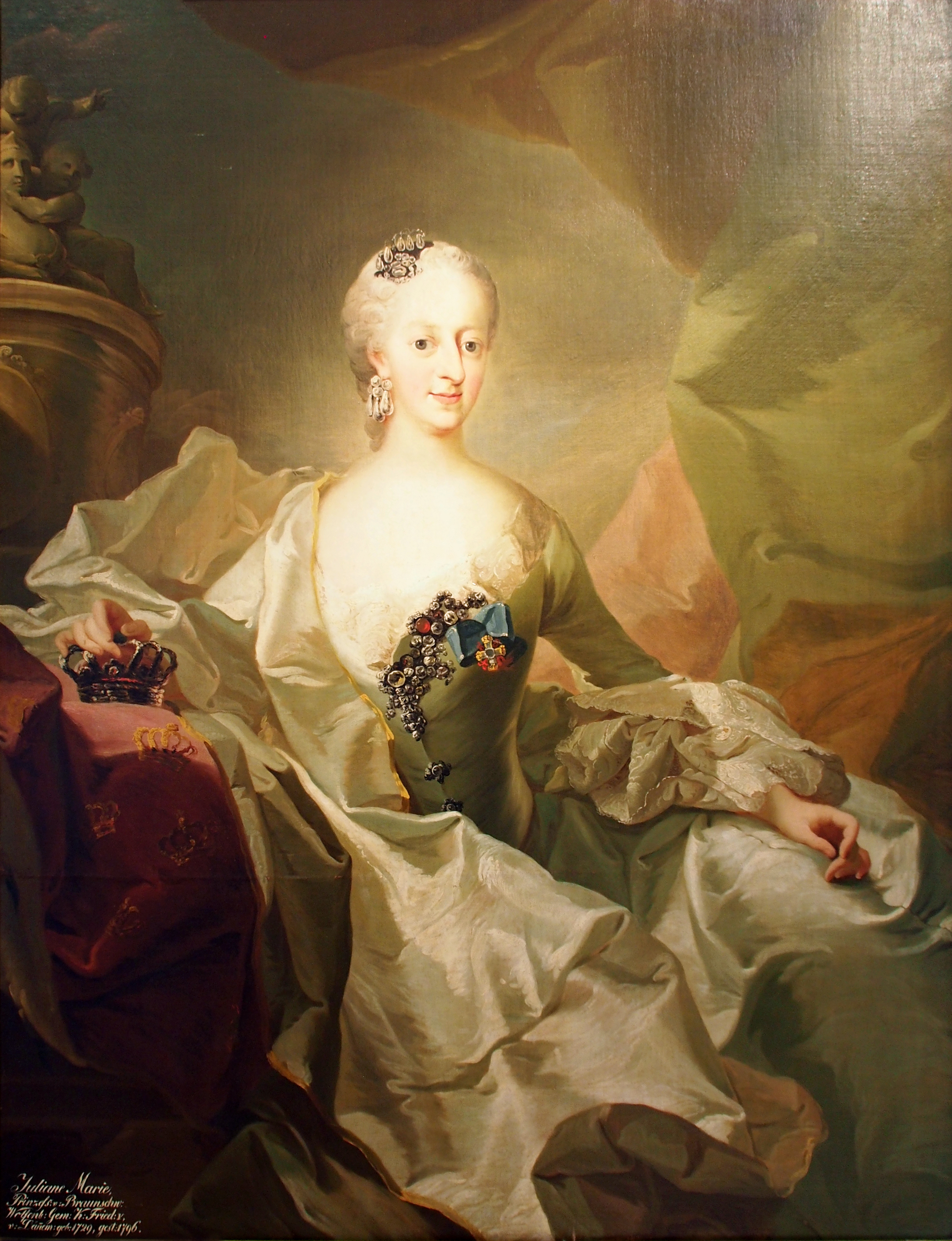
La reine Juliane-Marie, par Pilo (vers 1750).

En 1752, Juliane-Marie épouse le roi Frédéric V de Danemark et Norvège, qui avait perdu sa première femme, Louise de Grande-Bretagne, l'année précédente. Le mariage est arrangé par le favori du roi, le puissant maréchal de la cour, le comte Adam Gottlob von Moltke, mais il ne se fait pas dans les meilleures circonstances. Le roi refuse initialement de se remarier, mais Moltke pense qu'il vaut mieux que le roi contracte une autre union dès que possible, dans une tentative de stabiliser son comportement. Le mariage a lieu le 8 juillet 1752 à la chapelle du château de Frederiksborg à Hillerød sur l'île de Seeland au nord de Copenhague. Juliane-Marie devient ainsi la belle-mère des enfants du roi : le prince héritier Christian et les princesses Sophie-Madeleine, Wilhelmine-Caroline et Louise.
Déjà l'année suivante, Juliane-Marie devient la mère du seul enfant commun du couple royal, le prince Frédéric. Pourtant, elle ne parvient jamais à atteindre la popularité de sa prédécesseure, la reine Louise. Bien qu'elle soit belle et douée, le peuple n'apprécie pas ce mariage qui eut lieu si peu de temps après le veuvage du roi. Ne parvenant pas non plus à gagner la dévotion de son époux, elle doit avec une profonde douleur le voir continuer sa vie libertin marqué par l'alcoolisme et le satyrisme.

### Reine douairière

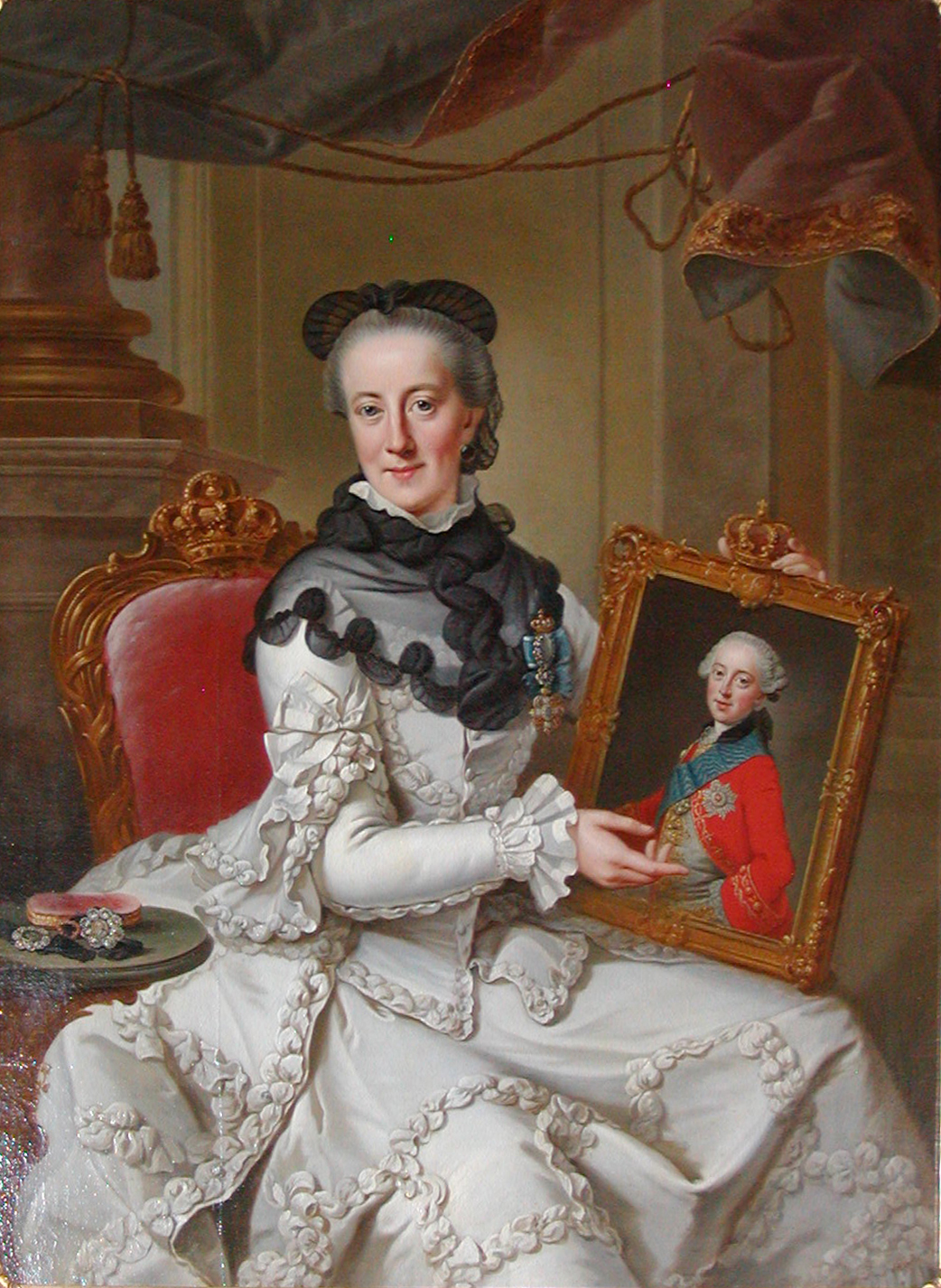
La reine douairière Juliane-Marie, par Ziesenis (1766/67).

Devenue reine douairière à l'âge de 36 ans à la mort de son mari en 1766, elle se retire d'abord de la vie de cour. Comme siège de reine douairière, elle obtient le château de Fredensborg sur l'île de Seeland au nord de Copenhague. Le nouveau roi, Christian VII, montrant des signes de folie, le pouvoir tombe à partir de 1770 entre les mains de la nouvelle reine Caroline-Mathilde de Grande-Bretagne et de son amant Johann Friedrich Struensee, médecin du roi. Leur politique libérale leur aliène la noblesse hostile aux réformes et Juliane Marie se retrouve au centre de l'opposition : elle participe en 1772 au coup d'État qui fait chuter Struensee. Elle réussit à faire signer au roi l'arrestation de Struensee, qui sera décapité, et à isoler, y compris de ses enfants, la reine Caroline-Mathilde. Celle-ci sera condamnée à l'exil, et l'union royale se dissoudra.

### Régent

La reine douairière Juliane-Marie, par Erichsen (1776).

Après la chute de Struensee, le fils handicapé de Juliane-Marie, le prince Frédéric, est nommé régent, mais la réalité du pouvoir reste dans les mains de sa mère. Son gouvernement, appuyé sur le principal ministre Ove Høegh-Guldberg, est d'un conservatisme extrême et cette période est marquée par un retour à l'ordre ancien.
En 1780, la reine douairière Juliane-Marie fait inviter au Danemark les quatre enfants survivants de son frère Antoine-Ulrich de Brunswick et de son épouse Anna Leopoldovna de Russie après leur libération de captivité en Russie où ils sont tous nés, après que leur frère, Ivan VI ait été renversé du trône par un coup d'État militaire, et faisant monter Élisabeth Ire sur le trône impérial. Les quatre enfants Catherine, Élisabeth, Pierre et Alexis vécurent le reste de leur vie à la ville de Horsens dans la péninsule de Jutland.

### Dernières années

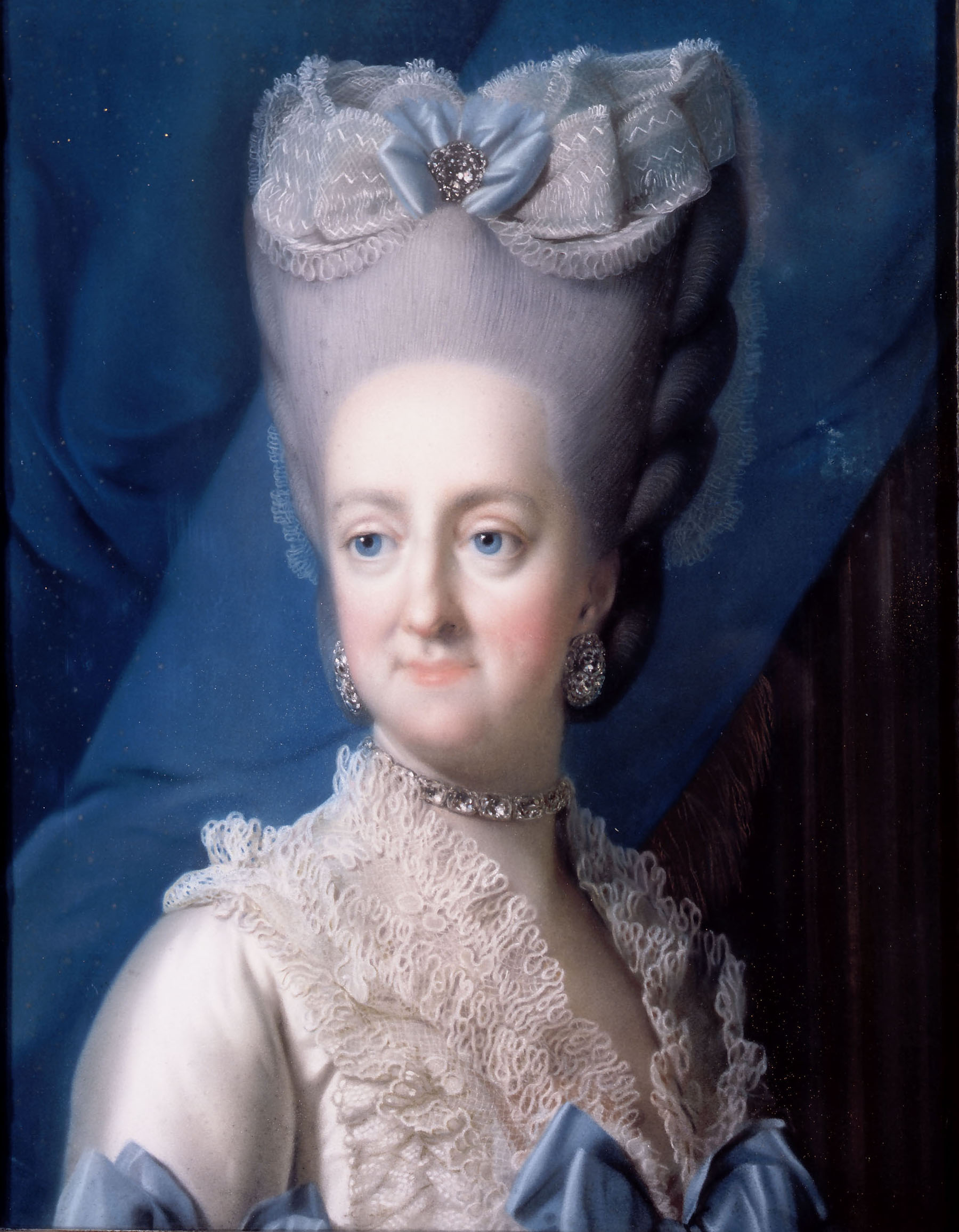
La reine douairière Juliane-Marie, par Erichsen (années 1780).

En 1784, le fils du roi, le prince héritier Frédéric, futur roi Frédéric VI, leur retire le pouvoir en s'emparant de la régence, à l'âge de seize ans seulement. Cette régence est marquée par des réformes libérales et agraires. La reine Juliane-Marie se retire de nouveau de la vie de cour. Elle passe les hivers au palais de Christiansborg et les étés au château de Fredensborg.

### Mort et inhumation

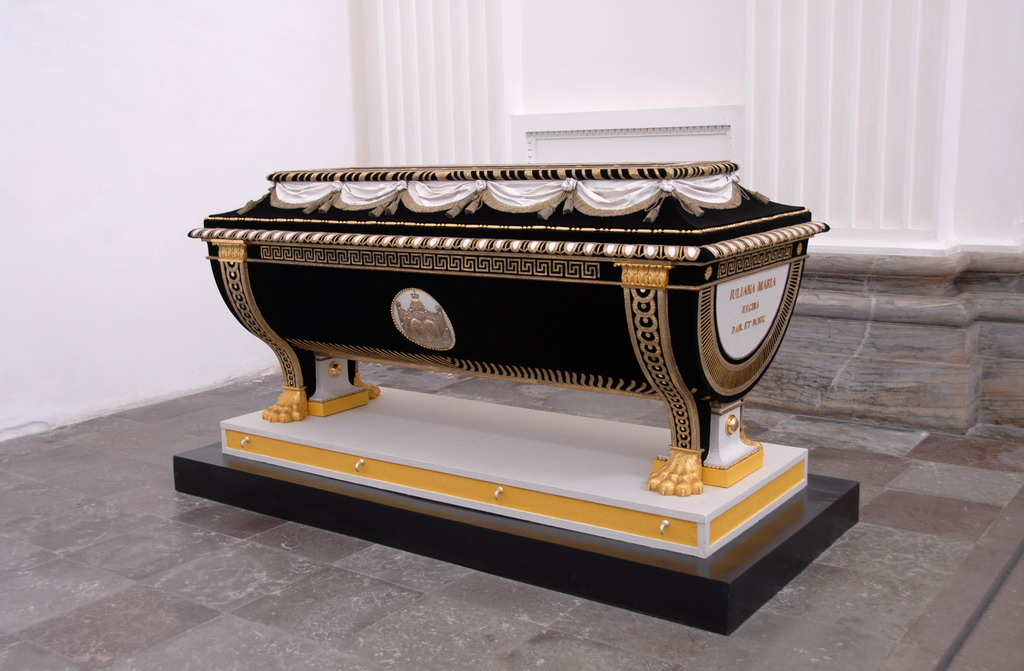
Sarcophage de la reine Juliane-Marie en la cathédrale de Roskilde.

Au cours de ses dernières années, elle semble craindre les événements de la Révolution française et exprime sa crainte que l'incendie du palais de Christiansborg en 1794 soit dû à des activités révolutionnaires.
La reine Juliane-Marie meurt le 10 octobre 1796 à l'âge de 67 ans à sa résidence d'été, le château de Fredensborg au nord de Copenhague. Sa mort passe plutôt inaperçue. La reine defunte est inhumée en la cathédrale de Roskilde, la nécropole traditionnelle des rois de Danemark, non loin de Copenhague.

## Généalogie

### Descendance
De son union avec le roi Frédéric V naît un seul enfant :
- Frédéric, prince héréditaire de Danemark (1753-1805), qui épouse, en 1774, la duchesse Sophie-Frédérique de Mecklembourg-Schwerin (1758-1794)

## Titres et honneurs

### Titulature
- 14 décembre 1729 — 8 juillet 1752 : Son Altesse la princesse Juliane-Marie de Brunswick-Wolfenbüttel.
- 8 juillet 1752 — 14 janvier 1766 : Sa Majesté la reine de Danemark et de Norvège.
- 14 janvier 1766 — 10 octobre 1796 : Sa Majesté la reine douarière de Danemark et de Norvège.

### Armes et monogramme

Armoiries de la Princesse Juliane-Marie de Brunswick.
Monogramme de la Princesse Juliane-Marie de Brunswick.